# Mamit
Mamit es un pueblo situado en el distrito de Mamit,  en el estado de Mizoram (India). Su población es de 7884 habitantes (2011). 

## Demografía
Según el censo de 2011 la población de Mamit era de 7884 habitantes, de los cuales 4074 eran hombres y 3810 eran mujeres. Mamit tiene una tasa media de alfabetización del 97,51%, superior a la media estatal del 91,33%: la alfabetización masculina es del 98,08%, y la alfabetización femenina del 96,89%.